# 新北市立碧華國民中學
新北市立碧華國民中學（英語：New Taipei Municipal Bi-hua Junior High School），簡稱「碧華國中」，是一所位於臺灣新北市三重區的國民中學，成立於1977年。目前班級共40班，學生逾一千零一十六人，於2021年遷校至三重區三信路166號，4/25日舉辦落成啟用典禮，侯友宜市長以及盧彥勳校友皆有出席。

## 歷任校長
| 歷任校長   | 姓名   |
| ---------- | ------ |
| 第一任校長 | 陳寶林 |
| 第二任校長 | 曾樹農 |
| 第三任校長 | 黃嘉明 |
| 第四任校長 | 張世明 |
| 第五任校長 | 楊逸源 |
| 第六任校長 | 蕭憲裕 |
| 第七任校長 | 徐淑敏 |
| 第八任校長 | 林建成 |

## 著名校友
- 盧彥勳

## 外部連結
- （繁體中文） 新北市立碧華國中